# .lt
.lt és el domini de primer nivell territorial (ccTLD) de Lituània.